# Андерсон, Диллон
Диллон Андерсон (14 июля 1906 — 29 января 1974) — советник президента США по национальной безопасности при Дуайте Эйзенхауэре.

## Биография
Родился в 1906 году в городе Мак-Кинни, штат Техас.
В период Второй мировой войны служил в армии США, был награждён Орденом «Легион почёта».
Был партнёром юридической фирмы Baker Botts.
С 1953 по 1955 год входил в Совет национальной безопасности США.
В 1959 году был избран членом Американской академии искусств и наук.